# Fate of Norns
Fate of Norns is het vijfde album van de Zweedse band Amon Amarth, uitgebracht in 2004 door Metal Blade.

## Track listing
1. An Ancient Sign of Coming Storm – 4:38
2. Where Death Seems to Dwell – 4:58
3. The Fate of Norns – 5:57
4. The Pursuit of Vikings – 4:30
5. Valkyries Ride – 4:57
6. The Beheading of a King – 3:23
7. Arson – 6:48
8. Once Sealed in Blood – 4:50